# Deutsches Stadion (Berlin)
Ne doit pas être confondu avec Deutsches Stadion.
Le Deutsches Stadion (« stade allemand ») était une installation sportive située dans l'actuel quartier de Westend à Berlin, en Allemagne. Il fut inauguré le 8 juin 1913, à l'occasion du 25e anniversaire du couronnement de l'empereur Guillaume II, lorsque le terrain faisait encore partie de la ville autonome de Charlottenbourg. Le stade avait initialement été érigé pour accueillir les Jeux olympiques de 1916, mais ceux-ci furent annulés en raison de la Première Guerre mondiale. Appartenant au district de Charlottenbourg depuis la création du Grand Berlin en 1920, ce complexe sportif est abattu en 1934 pour permettre la construction du stade olympique de Berlin au même endroit.

## Historique
En 1907, le terrain à la lisière nord de la forêt de Grunewald et du plateau de Teltow est loué par l’Union-Klub, association de sport hippique, pour y organiser de courses de chevaux. Un vaste hippodrome nommé Rennbahn Grunewald est inauguré en 1909. En même temps, le Deutscher Reichsausschuss für Olympische Spiele (DRAfOS) est à la recherche d'un site susceptible de convenir à la construction d'un stade pour aider la capitale allemande à accueillir les Jeux olympiques de 1916.

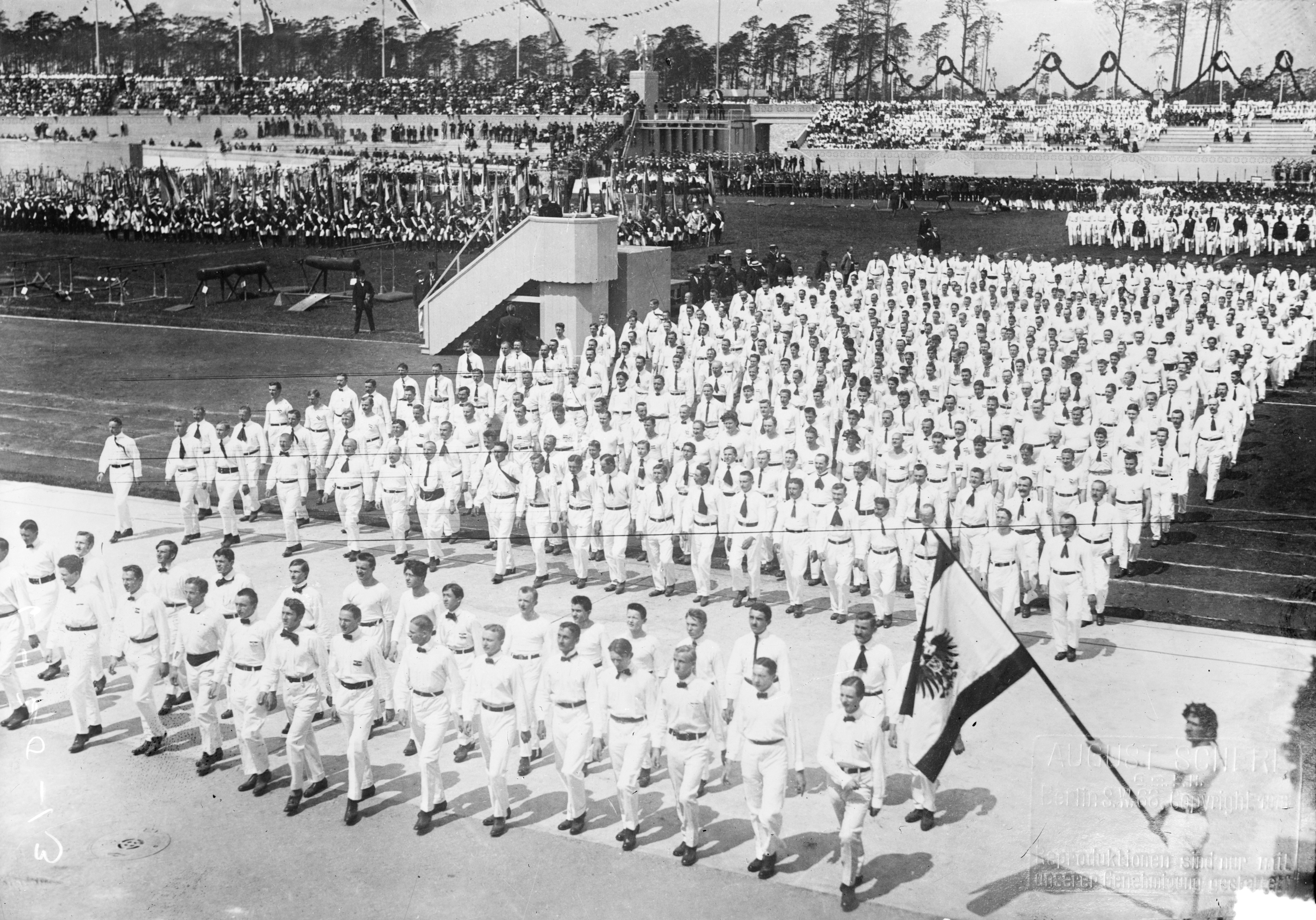
Défilé des athlètes lors de la cérémonie d'ouverture.

Après que Berlin remporte l'organisation en juillet 1912, le choix se porte sur une fouille profonde de plusieurs mètres au centre du hippodrome[pas clair]. Après seulement 200 jours de travaux de construction et grâce à un investissement de quelque 2.2 millions marks, le nouveau stade projeté par l'architecte Otto March est inauguré en grande pompe le 8 juin 1913. Le jour même, la station Stadion du métro de Berlin entre en service. 
À côté du terrain de football et de la piste d'athlétisme se trouve un vélodrome ainsi qu'une piscine avec tribune ornée d'une statue de la déesse Victoire réalisée par Ludwig Cauer et d'autres sculptures conçues par des artistes réputés comme Sascha Schneider et Georg Kolbe. Le Deutsches Stadion dispose d'une capacité de 30 000 places, dont 11 500 places assises ; à cela s'y ajoutent 3 000 autres à la piscine. Il est aussi connu dans la presse sous le nom de Grunewald-Stadion.
L'éclatement de la Première guerre mondiale en 1914 conduit à l'annulation des Jeux olympiques de 1916. À la place, le Deutsches Stadion est utilisé comme hôpital militaire à partir de 1915. 

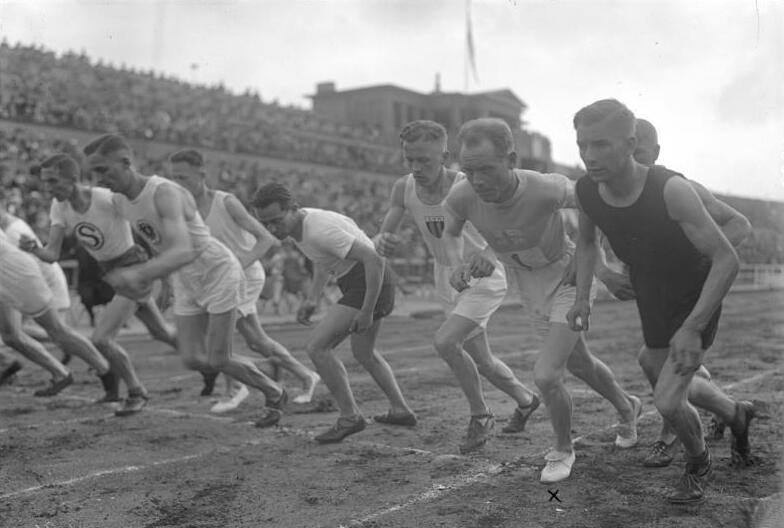
Paavo Nurmi (dossard no 1) au départ du 3000 m du meeting de Berlin en mai 1926.

Après la guerre, le 24 octobre 1920, l'équipe d'Allemagne de football y remporte son premier match à domicile, battant l'équipe de Hongrie 1 à 0. Ce stade héberge la finale du championnat d'Allemagne de football en 1922, 1923, 1924 et 1927. Plus de 64 000 de spectateurs sont attendus le 10 juin 1923, lorsque le Hambourg SV vainc l'Union 06 Oberschöneweide de Berlin par 3-0. Lors d'un meeting d'athlétisme organisé par le SC Charlottenburg le 24 mai 1926, Paavo Nurmi établit un nouveau record du monde sur 3 000 mètres. 
En plus de l'organisation d'importants événements sportifs, le centre sportif est destiné aux déclarations à caractère politique, dont la célébration du 80e anniversaire de la naissance du président du Reich Paul von Hindenburg, le 2 octobre 1927. Le 27 juin 1923, Adolf Hitler y prend la parole lors d'un grand meeting électoral.
À partir de 1927, les premiers bâtiments du Deutsches Sportforum (Forum allemand du sport) sont construits selon les plans des frères Werner et Walter March, fils d'Otto March, au nord du terrain. Après de longues discussions sur une modification, rénovation ou agrandissement, le Deutsches Stadion est finalement démoli sur décision du gouvernement nazi en 1934 pour céder la place au Stade olympique, en vue des Jeux olympiques de 1936.

## Sources et liens externes
- (en) Cet article est partiellement ou en totalité issu de l’article de Wikipédia en anglais intitulé « Deutsches Stadion » (voir la liste des auteurs).
- www.die-fans.de
- www.schoelkopf.com
- www.olympiastadion-berlin.de
- www.luise-berlin.de
- www.stadtentwicklung.berlin.de